# Blackpink House
Blackpink House (tiếng Hàn: 블핑하우스; Romaja: Beulping Hauseu) là một chương trình thực tế Hàn Quốc của nhóm nhạc nữ Blackpink được phát sóng trên đài truyền hình Hàn Quốc JTBC. Chương trình nói về cuộc sống của các thành viên của nhóm nhạc nữ Blackpink, và những gì họ làm trong cuộc sống hằng ngày của họ. Tập đầu tiên của chương trình được phát sóng trên kênh JTBC 2 vào ngày 6 tháng 1 năm 2018. Chương trình cũng phát sóng thông qua YouTube và thông qua V Live của Naver.

## Tập
| Tập phát sóng | Ngày phát sóng chính thức | Nội dung tập phát sóng                                                  |
| 1             | 6/1/2018                  | Dọn đến BlackPink House + làm macaron tặng hàng xóm                     |
| 2             | 13/1/2018                 | Trang trí nhà mới + fanmeeting mừng chuyển nhà + lựa chọn fan may mắn   |
| 3             | 20/1/2018                 | Camera ẩn cho fan may mắn + chuyến đi tới Thái Lan                      |
| 4             | 27/1/2018                 | Bố mẹ Lisa bất ngờ đến thăm + đi đến Koh Samui + lên kế hoạch du lịch   |
| 5             | 3/2/2018                  | Buổi du lịch tại Koh Samui                                              |
| 6             | 10/2/2018                 | Đi chơi tại sở thú + Xem MC Jisoo làm việc tại Inkigayo                 |
| 7             | 17/2/2018                 | Tận hưởng sở thích của từng thành viên cùng nhau                        |
| 8             | 24/2/2018                 | Trình diễn tại Nhật Bản (Showcase) và vui chơi                          |
| 9             | 3/3/2018                  | Tận hưởng những ngày đông tại khu trượt tuyết và phòng xông hơi         |
| 10            | 10/3/2018                 | Buổi du lịch tại đảo Jeju của BlackPink (ngày 1)                        |
| 11            | 17/3/2018                 | Du lịch đảo Jeju ngày 2 theo gợi ý của BLINK + chia tay BLACKPINK HOUSE |
| 12            | 15/8/2018 - 18/8/2018     | Tập đặc biệt dành riêng cho BLINK                                       |